# 哈比人系列電影榮譽列表

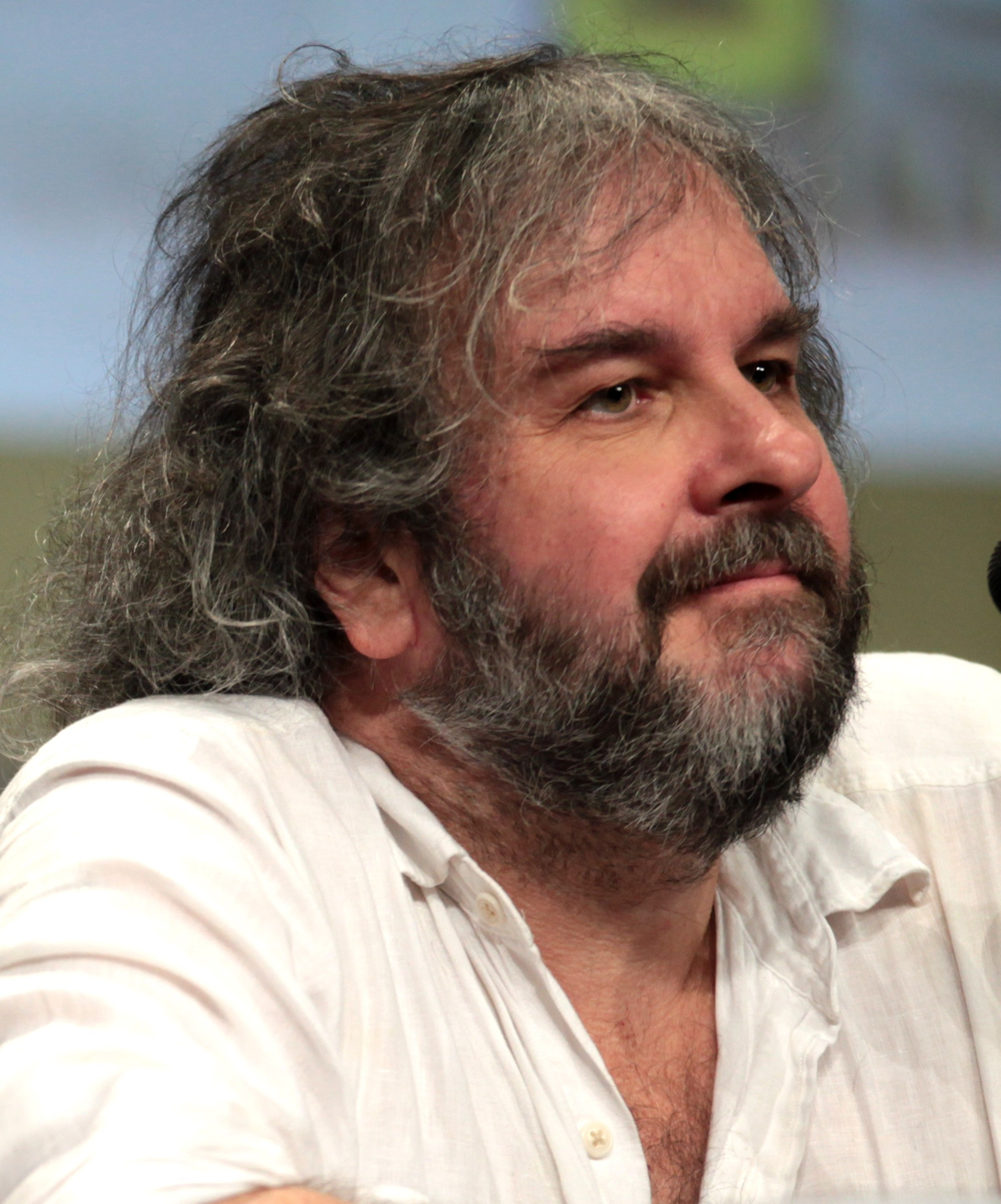
「哈比人系列電影」皆由彼得·傑克森所執導

《哈比人》是一系列史詩奇幻劇情片。三部電影皆由彼得·傑克森執導，分別為《意外旅程》（2012年）、《荒谷惡龍》（2013年）和《五軍之戰》（2014年）。

## 《哈比人：意外旅程》（2012年）
| 獎項                           | 類別                                         | 得獎人或提名人                                                                                | 結果 |
| ------------------------------ | -------------------------------------------- | --------------------------------------------------------------------------------------------- | ---- |
| 美国作曲家、作家和发行商协会獎 | 最佳票房電影                                 | 霍华德·肖                                                                                     | 獲獎 |
| 第85屆奧斯卡金像獎             | 最佳視覺效果                                 | 喬·萊特里、艾瑞克·森登、大衛·克萊頓、R·克里斯多夫·懷特                                        | 提名 |
| 第85屆奧斯卡金像獎             | 最佳化妆与发型设计                           | 彼得·金恩、瑞克·芬勒特、塔米·蓮恩                                                             | 提名 |
| 第85屆奧斯卡金像獎             | 最佳艺术指导                                 | 丹·漢納、拉·文森特、賽門·布萊特                                                               | 提名 |
| 第85屆奧斯卡金像獎             | 科學與工程獎                                 | 賽門·克萊特伯克、詹姆斯·雅各、李察·達林博士                                                   | 獲獎 |
| 第41屆安妮獎                   | 真人製作角色動畫最佳成就                     | 傑夫·卡波格雷科、伊恩德熱伊·武伊托維奇、凱文·埃斯蒂、亞歷山德羅·博諾拉、吉諾·阿塞維多（咕嚕） | 獲獎 |
| 第41屆安妮獎                   | 真人製作角色動畫最佳成就                     | 大衛·克萊頓、賽門·鄧庫姆、鄭敏昌、馬修·西菲、吉約姆·弗朗索瓦（哥布林王）                      | 提名 |
| 藝術指導公會                   | ADG卓越的奇幻電影藝術指導                    | 丹·漢納                                                                                       | 提名 |
| 英國學院兒童獎                 | 長片                                         | 《哈比人：意外旅程》                                                                          | 提名 |
| 第66届英国电影学院奖           | 最佳視覺特技                                 | 《哈比人：意外旅程》                                                                          | 提名 |
| 第66届英国电影学院奖           | 最佳化妝及髮型                               | 《哈比人：意外旅程》                                                                          | 提名 |
| 第66届英国电影学院奖           | 最佳音響                                     | 《哈比人：意外旅程》                                                                          | 提名 |
| 英國奇幻獎                     | 最佳劇本                                     | 彼得·傑克森、菲利帕·鮑恩斯、法蘭·華許、吉勒摩·戴托羅                                          | 提名 |
| 第18屆評論家選擇電影獎         | 最佳藝術指導                                 | 丹·漢納、拉·文森、賽門·布萊特                                                                 | 提名 |
| 第18屆評論家選擇電影獎         | 最佳服裝設計                                 | 鮑勃·巴克、安·馬斯伯里、李察·泰勒                                                             | 提名 |
| 第18屆評論家選擇電影獎         | 最佳化妝                                     | 《哈比人：意外旅程》                                                                          | 提名 |
| 第18屆評論家選擇電影獎         | 最佳視覺效果                                 | 《哈比人：意外旅程》                                                                          | 提名 |
| 聲音效果協會獎                 | 傑出混音成就                                 | 東尼·強森、克里斯多夫·博伊斯、麥可·亨吉斯、麥可·斯曼內科                                      | 提名 |
| 星座獎                         | 2012年最佳科幻電影、電視電影或迷你系列       | 《哈比人：意外旅程》                                                                          | 提名 |
| 星座獎                         | 2012年科幻電影、電視電影或迷你系列最佳男演員 | 馬丁·費里曼                                                                                   | 提名 |
| 服裝設計師工會獎               | 奇幻片                                       | 李察·泰勒、鮑勃·巴克                                                                          | 提名 |
| 第18屆帝國獎                   | 最佳科幻或奇幻片                             | 《哈比人：意外旅程》                                                                          | 獲獎 |
| 第18屆帝國獎                   | 最佳3D藝術                                   | 《哈比人：意外旅程》                                                                          | 提名 |
| 第18屆帝國獎                   | 最佳導演                                     | 彼得·傑克森                                                                                   | 提名 |
| 第18屆帝國獎                   | 最佳男主角                                   | 馬丁·費里曼                                                                                   | 獲獎 |
| 第18屆帝國獎                   | 最佳電影                                     | 《哈比人：意外旅程》                                                                          | 提名 |
| 金預告獎                       | 最佳動畫或家庭片                             | 《哈比人：意外旅程》                                                                          | 提名 |
| 金預告獎                       | 最有創意電影廣告                             | 《哈比人：意外旅程》                                                                          | 提名 |
| 休斯顿影评人协会               | 最佳原創歌曲                                 | 霍华德·肖                                                                                     | 提名 |
| 休斯顿影评人协会               | 技術成就                                     | 《哈比人：意外旅程》                                                                          | 獲獎 |
| 雨果獎                         | 最佳戲劇表現：長劇                           | 彼得·傑克森、菲利帕·鮑恩斯、法蘭·華許、吉勒摩·戴托羅                                          | 提名 |
| 國際電影音樂評論協會           | 年度電影配樂                                 | 霍华德·肖                                                                                     | 提名 |
| 國際電影音樂評論協會           | 最佳奇幻、科幻、恐怖電影原創配樂             | 霍华德·肖                                                                                     | 提名 |
| 美國電影音效剪輯師協會         | 最佳音樂剪輯：電影中的音樂                   | 《哈比人：意外旅程》                                                                          | 提名 |
| 美國電影音效剪輯師協會         | 最佳音樂剪輯：長片中的對白和ADR              | 《哈比人：意外旅程》                                                                          | 提名 |
| 美國電影音效剪輯師協會         | 最佳音樂剪輯：長片中的聲音效果和擬音         | 《哈比人：意外旅程》                                                                          | 提名 |
| 2013年MTV電影大獎              | 最佳英雄                                     | 馬丁·費里曼                                                                                   | 獲獎 |
| 2013年MTV電影大獎              | 最佳驚嚇演出                                 | 馬丁·費里曼                                                                                   | 提名 |
| 新音樂快遞音樂獎               | 最佳電影                                     | 《哈比人：意外旅程》                                                                          | 獲獎 |
| 第39屆土星獎                   | 最佳奇幻電影                                 | 《哈比人：意外旅程》                                                                          | 提名 |
| 第39屆土星獎                   | 最佳導演                                     | 彼得·傑克森                                                                                   | 提名 |
| 第39屆土星獎                   | 最佳男主角                                   | 馬丁·費里曼                                                                                   | 提名 |
| 第39屆土星獎                   | 最佳男配角                                   | 伊恩·麥克連                                                                                   | 提名 |
| 第39屆土星獎                   | 最佳音樂                                     | 霍华德·肖                                                                                     | 提名 |
| 第39屆土星獎                   | 最佳藝術指導                                 | 丹·漢納                                                                                       | 獲獎 |
| 第39屆土星獎                   | 最佳服裝設計                                 | 鮑勃·巴克、安·馬斯伯里、李察·泰勒                                                             | 提名 |
| 第39屆土星獎                   | 最佳化妝                                     | 彼得·金恩、瑞克·芬勒特、塔米·蓮恩                                                             | 提名 |
| 第39屆土星獎                   | 最佳特效                                     | 喬·萊特里、艾瑞克·森登、大衛·克萊頓、R·克里斯多夫·懷特                                        | 提名 |
| SFX獎                          | 最佳電影                                     | 《哈比人：意外旅程》                                                                          | 提名 |
| SFX獎                          | 最佳導演                                     | 彼得·傑克森                                                                                   | 提名 |
| SFX獎                          | 最佳男演員                                   | 馬丁·費里曼                                                                                   | 提名 |
| SFX獎                          | 最佳男演員                                   | 伊恩·麥克連                                                                                   | 提名 |
| SFX獎                          | 最佳男演員                                   | 李察·阿米塔吉                                                                                 | 提名 |
| SFX獎                          | 最性感男性                                   | 埃丹·特納                                                                                     | 提名 |
| 第11屆視覺效果協會             | 最佳使用視覺效果長片視覺效果                 | 喬·萊特里、艾琳·莫蘭、艾瑞克·森登、凱文·L·雪伍德                                              | 提名 |
| 第11屆視覺效果協會             | 最佳真人製作長片動畫角色                     | 哥布林王：貝瑞·亨弗里斯、鄭敏昌、詹姆斯·雅各、大衛·克萊頓、吉約姆·弗朗索瓦                    | 提名 |
| 第11屆視覺效果協會             | 最佳真人製作長片動畫角色                     | 咕嚕：安迪·瑟克斯、吉諾·阿塞維多、亞歷山德羅·博諾拉、傑夫·卡波格雷科、凱文·埃斯蒂             | 提名 |
| 第11屆視覺效果協會             | 最佳真人製作長片創造場景                     | 哥布林洞穴：萊恩·阿區斯、賽門·榮格、阿拉斯泰爾·馬厄、安東尼·M·派提                            | 提名 |
| 第11屆視覺效果協會             | 最佳真人製作長片虛擬攝影                     | 麥特·艾特肯、維克多·黃、克里斯汀·李維斯、R·克里斯多夫·懷特                                    | 獲獎 |
| 第11屆視覺效果協會             | 最佳真人製作長片FX和模擬動畫                 | 阿萊伊多·艾奇瓦利亞、切特·勒瓦、蓋瑞·倫卡、弗朗索瓦·敘尼                                      | 提名 |
| 第11屆視覺效果協會             | 最佳長片合成                                 | 尚-盧·阿齊茲、史蒂芬·麥吉倫、克里斯多夫·薩爾茲曼、查爾斯·泰特                                 | 提名 |
| 2012年華盛頓特區影評人協會     | 最佳配乐                                     | 霍华德·肖                                                                                     | 提名 |
| 世界电影原声学会               | 年度最佳原創電影配樂                         | 霍华德·肖                                                                                     | 提名 |

## 《哈比人：荒谷惡龍》（2013年）
| 獎項                   | 類別                                         | 得獎人或提名人                                                                                  | 結果 |
| ---------------------- | -------------------------------------------- | ----------------------------------------------------------------------------------------------- | ---- |
| 第86屆奧斯卡金像獎     | 最佳視覺效果                                 | 喬·萊特里、艾瑞克·森登、大衛·克萊頓、艾瑞克·雷諾斯                                              | 提名 |
| 第86屆奧斯卡金像獎     | 最佳音效剪辑                                 | 布倫特·伯吉、克里斯·沃德                                                                        | 提名 |
| 第86屆奧斯卡金像獎     | 最佳混音                                     | 克里斯多夫·博伊斯、麥可·亨吉斯、麥可·斯曼內科、東尼·強森                                        | 提名 |
| 藝術指導公會           | ADG卓越的奇幻電影藝術指導                    | 丹·漢納                                                                                         | 提名 |
| 不列顛獎               | 年度英國藝術家                               | 班奈狄克·康柏拜區（兼《为奴十二年》、《八月：奥色治郡》、《危機解密》、《星际迷航：暗黑无界》） | 獲獎 |
| 第67届英国电影学院奖   | 最佳視覺特效                                 | 《哈比人：荒谷惡龍》                                                                            | 提名 |
| 第67届英国电影学院奖   | 最佳髮妝                                     | 《哈比人：荒谷惡龍》                                                                            | 提名 |
| 第19屆評論家選擇電影獎 | 最佳藝術指導                                 | 丹·漢納、拉·文森、賽門·布萊特                                                                   | 提名 |
| 第19屆評論家選擇電影獎 | 最佳服裝設計                                 | 鮑勃·巴克、安·馬斯伯里、李察·泰勒                                                               | 提名 |
| 第19屆評論家選擇電影獎 | 最佳化妝                                     | 《哈比人：荒谷惡龍》                                                                            | 提名 |
| 第19屆評論家選擇電影獎 | 最佳視覺效果                                 | 《哈比人：荒谷惡龍》                                                                            | 提名 |
| 第19屆評論家選擇電影獎 | 最佳動作片女主角                             | 伊凡潔琳·莉莉                                                                                   | 提名 |
| 星座獎                 | 2013年最佳科幻電影、電視電影或迷你系列       | 《哈比人：荒谷惡龍》                                                                            | 提名 |
| 星座獎                 | 2013年科幻電影、電視電影或迷你系列最佳男演員 | 馬丁·費里曼                                                                                     | 提名 |
| 服裝設計師工會獎       | 奇幻片                                       | 李察·泰勒、鮑勃·巴克                                                                            | 提名 |
| 丹佛電影評論協會       | 最佳原創配樂                                 | 霍华德·肖                                                                                       | 提名 |
| 第19屆帝國獎           | 最佳電影                                     | 《哈比人：荒谷惡龍》                                                                            | 提名 |
| 第19屆帝國獎           | 最佳科幻或奇幻片                             | 《哈比人：荒谷惡龍》                                                                            | 獲獎 |
| 第19屆帝國獎           | 最佳導演                                     | 彼得·傑克森                                                                                     | 提名 |
| 第19屆帝國獎           | 最佳男主角                                   | 馬丁·費里曼                                                                                     | 提名 |
| 第19屆帝國獎           | 最佳女主角                                   | 伊凡潔琳·莉莉                                                                                   | 提名 |
| 第19屆帝國獎           | 最佳男配角                                   | 李察·阿米塔吉                                                                                   | 提名 |
| 第19屆帝國獎           | 最佳男新人                                   | 埃丹·特納                                                                                       | 獲獎 |
| 佛罗里达影评人协会     | 最佳視覺效果                                 | 《哈比人：荒谷惡龍》                                                                            | 提名 |
| 休斯顿影评人协会       | 最佳原創配樂                                 | 紅髮艾德（"我見烈焰"）                                                                          | 提名 |
| 第57届格莱美奖         | 最佳影视原声歌曲                             | 紅髮艾德（"我見烈焰"）                                                                          | 提名 |
| 2014年兒童票選獎       | 最受歡迎動作女明星                           | 伊凡潔琳·莉莉                                                                                   | 提名 |
| 美國電影音效剪輯師協會 | 最佳音樂剪輯：電影中的音樂                   | 馬克·威爾謝爾                                                                                   | 提名 |
| 美國電影音效剪輯師協會 | 最佳音樂剪輯：長片中的聲音效果和擬音         | 克里斯·沃德                                                                                     | 提名 |
| 2014年MTV電影大獎      | 最佳電影                                     | 《哈比人：荒谷惡龍》                                                                            | 提名 |
| 2014年MTV電影大獎      | 最佳打鬥                                     | 奧蘭多·布魯 & 伊凡潔琳·莉莉 vs. 獸人                                                            | 獲獎 |
| 2014年MTV電影大獎      | 最佳銀幕變裝                                 | 奧蘭多·布魯                                                                                     | 提名 |
| 2014年MTV電影大獎      | 最佳英雄                                     | 馬丁·費里曼                                                                                     | 提名 |
| 全美民選獎             | 最喜愛年底電影                               | 《哈比人：荒谷惡龍》                                                                            | 提名 |
| 卫星奖                 | 最佳原創歌曲                                 | 紅髮艾德（"我見烈焰"）                                                                          | 提名 |
| 第40屆土星獎           | 最佳奇幻電影                                 | 《哈比人：荒谷惡龍》                                                                            | 提名 |
| 第40屆土星獎           | 最佳導演                                     | 彼得·傑克森                                                                                     | 提名 |
| 第40屆土星獎           | 最佳編劇                                     | 法蘭·華許、菲利帕·鮑恩斯、彼得·傑克森、吉勒摩·戴托羅                                            | 提名 |
| 第40屆土星獎           | 最佳女配角                                   | 伊凡潔琳·莉莉                                                                                   | 提名 |
| 第40屆土星獎           | 最佳音樂                                     | 霍华德·肖                                                                                       | 提名 |
| 第40屆土星獎           | 最佳藝術指導                                 | 丹·漢納                                                                                         | 獲獎 |
| 第40屆土星獎           | 最佳化妝                                     | 彼得·金恩、瑞克·芬勒特、塔米·蓮恩                                                               | 提名 |
| 第40屆土星獎           | 最佳特效                                     | 喬·萊特里、艾瑞克·森登、大衛·克萊頓、R·克里斯多夫·懷特                                          | 提名 |
| 圣路易斯影评人协会     | 最佳視覺特效                                 | 《哈比人：荒谷惡龍》                                                                            | 提名 |
| 圣路易斯影评人协会     | 最佳配樂                                     | 霍华德·肖                                                                                       | 提名 |
| 青少年票選獎           | 票選電影配音                                 | 班奈狄克·康柏拜區                                                                               | 提名 |
| 第12屆視覺效果協會     | 最佳使用視覺效果長片視覺效果                 | 喬·萊特里、艾琳·莫蘭、艾瑞克·森登、凱文·L·雪伍德                                                | 提名 |
| 第12屆視覺效果協會     | 最佳真人製作長片動畫角色                     | 史矛革：艾瑞克·雷諾斯、大衛·克萊頓、馬里亞姆·凱特林、吉約姆·弗朗索瓦                            | 獲獎 |
| 第12屆視覺效果協會     | 最佳真人製作長片虛擬攝影                     | 克里斯汀·李維斯、菲爾·巴倫傑、馬克·吉、特爾溫·提克·卡貝薩斯                                     | 提名 |
| 第12屆視覺效果協會     | 最佳真人製作長片FX和模擬動畫                 | 阿萊伊多·艾奇瓦利亞、安德烈亞斯·瑟德斯特倫、羅尼·梅納昂、克里斯多夫·施普倫格                    | 提名 |
| 第12屆視覺效果協會     | 最佳長片合成                                 | 查爾斯·泰特、羅賓·霍蘭德、朱塞佩·塔利亞維尼、西恩·休斯頓                                        | 提名 |
| 第42屆安妮獎           | 真人製作角色動畫最佳成就                     | 艾瑞克·雷諾斯、大衛·克萊頓、安德烈亞·武奇科維奇、吉約姆·弗朗索、吉歐斯·強斯頓                   | 提名 |
| 第42屆安妮獎           | 真人製作角色動畫最佳成就                     | 阿萊伊多·艾奇瓦利亞、安德烈亞斯·瑟德斯特倫、羅尼·梅納昂、克里斯多夫·施普倫格、凱文·羅蒙德       | 提名 |

## 《哈比人：五軍之戰》（2014年）
| 獎項                   | 類別                                 | 得獎人或提名人                                                                        | 結果 |
| ---------------------- | ------------------------------------ | ------------------------------------------------------------------------------------- | ---- |
| 第21屆美國演員工會獎   | 電影類最佳特技整體演出               | 《哈比人：五軍之戰》                                                                  | 提名 |
| 丹佛電影評論協會       | 最佳原創歌曲                         | 比利·包依德（"The Last Goodbye"）                                                     | 提名 |
| 第20屆評論家選擇電影獎 | 最佳化妝                             | 《哈比人：五軍之戰》                                                                  | 提名 |
| 第20屆評論家選擇電影獎 | 最佳視覺效果                         | 《哈比人：五軍之戰》                                                                  | 提名 |
| 哈特蘭德影展           | 真實電影獎                           | 《哈比人：五軍之戰》                                                                  | 獲獎 |
| 國際線上影評人票選     | 最佳視覺效果                         | 喬·萊特里、艾瑞克·森登、大衛·克萊頓、R·克里斯多夫·懷特                                | 提名 |
| 第13屆視覺效果協會     | 最佳使用視覺效果長片／動作片視覺效果 | 喬·萊特里、大衛·克萊頓、艾瑞克·森登、凱文·L·雪伍德、史帝夫·英格拉姆                   | 提名 |
| 第13屆視覺效果協會     | 最佳任何動態媒體模型                 | 萊絲莉·陳、阿拉斯泰爾·馬厄、尼克拉斯·普雷斯頓、賈斯汀·史塔克頓                        | 提名 |
| 第13屆視覺效果協會     | 最佳長片／動作片效果模擬             | 強·艾利特、大衛·佩索亞、羅尼·梅納昂                                                   | 提名 |
| 第13屆視覺效果協會     | 最佳長片／動作片合成                 | 賽門·榮格、班·羅伯特、馬修·亞當斯、喬丹·席林                                          | 提名 |
| 第68届英国电影学院奖   | 最佳特殊視覺效果                     | 喬·萊特里、艾瑞克·森登、大衛·克萊頓、R·克里斯多夫·懷特                                | 提名 |
| 服裝設計師工會獎       | 卓越奇幻片                           | 鮑勃·巴克、安·馬斯伯里、李察·泰勒                                                     | 提名 |
| 國際電影音樂評論協會   | 最佳奇幻、科幻、恐怖電影原創配樂     | 霍华德·肖                                                                             | 提名 |
| 第87屆奧斯卡金像獎     | 最佳音效剪辑                         | 布倫特·伯吉、傑森·卡諾瓦斯                                                            | 提名 |
| 2015年兒童票選獎       | 最受歡迎動作女明星                   | 伊凡潔琳·莉莉                                                                         | 提名 |
| SFX獎                  | 最佳電影                             | 《哈比人：五軍之戰》                                                                  | 提名 |
| SFX獎                  | 最佳導演                             | 彼得·傑克森                                                                           | 提名 |
| SFX獎                  | 最佳男演員                           | 李察·阿米塔吉                                                                         | 提名 |
| 2015年MTV电影大奖      | 最佳英雄                             | 馬丁·費里曼                                                                           | 提名 |
| 第20屆帝國獎           | 最佳科幻或奇幻片                     | 《哈比人：五軍之戰》                                                                  | 提名 |
| 第20屆帝國獎           | 最佳男主角                           | 李察·阿米塔吉                                                                         | 提名 |
| 第20屆帝國獎           | 最佳導演                             | 彼得·傑克森                                                                           | 提名 |
| 第20屆帝國獎           | 最佳電影                             | 《哈比人：五軍之戰》                                                                  | 提名 |
| 第41屆土星獎           | 最佳奇幻電影                         | 《哈比人：五軍之戰》                                                                  | 獲獎 |
| 第41屆土星獎           | 最佳編劇                             | 法蘭·華許、菲利帕·鮑恩斯、彼得·傑克森、吉勒摩·戴托羅                                  | 提名 |
| 第41屆土星獎           | 最佳男配角                           | 李察·阿米塔吉                                                                         | 獲獎 |
| 第41屆土星獎           | 最佳女配角                           | 伊凡潔琳·莉莉                                                                         | 提名 |
| 第41屆土星獎           | 最佳音樂                             | 霍华德·肖                                                                             | 提名 |
| 第41屆土星獎           | 最佳化妝                             | 彼得·金恩、瑞克·芬勒特、吉諾·阿塞維多                                                 | 提名 |
| 第41屆土星獎           | 最佳特效                             | 喬·萊特里、艾瑞克·森登、大衛·克萊頓、R·克里斯多夫·懷特                                | 提名 |
| 2015年青少年選擇獎     | 最佳科幻片                           | 《哈比人：五軍之戰》                                                                  | 提名 |
| 第43屆安妮獎           | 真人製作最佳動畫效果                 | 羅尼·梅納昂、布萊恩·古德溫、傑森·拉扎諾夫、保羅·哈里斯、詹姆斯·奧格爾                 | 提名 |
| 第43屆安妮獎           | 真人製作角色動畫最佳成就             | 亞倫·吉爾曼、霍華·斯利、馬修·萊爾頓、凱文·凱爾姆、吉約姆·弗朗索瓦（阿索格）           | 提名 |
| 第43屆安妮獎           | 真人製作角色動畫最佳成就             | 衛·克萊頓、基斯·強森、安德烈亞斯·瑟德斯特倫、吉約姆·弗朗索瓦、丹尼爾·澤特爾（史矛革） | 提名 |

## 外部連結
- 互联网电影数据库（IMDb）上的《意外旅程（页面存档备份，存于）》的榮譽資料
- 互联网电影数据库（IMDb）上的《荒谷惡龍（页面存档备份，存于）》的榮譽資料
- 互联网电影数据库（IMDb）上的《五軍之戰（页面存档备份，存于）》的榮譽資料